# Marc Houtzager
Marc Houtzager (Rouveen, 9 gennaio 1971) è un cavaliere olandese.

## Palmarès

### Olimpiadi
- 1 medaglia:
  - 1 argento (Londra 2012 nel salto a squadre)